# Olympische Sommerspiele 1956/Leichtathletik – Kugelstoßen (Frauen)

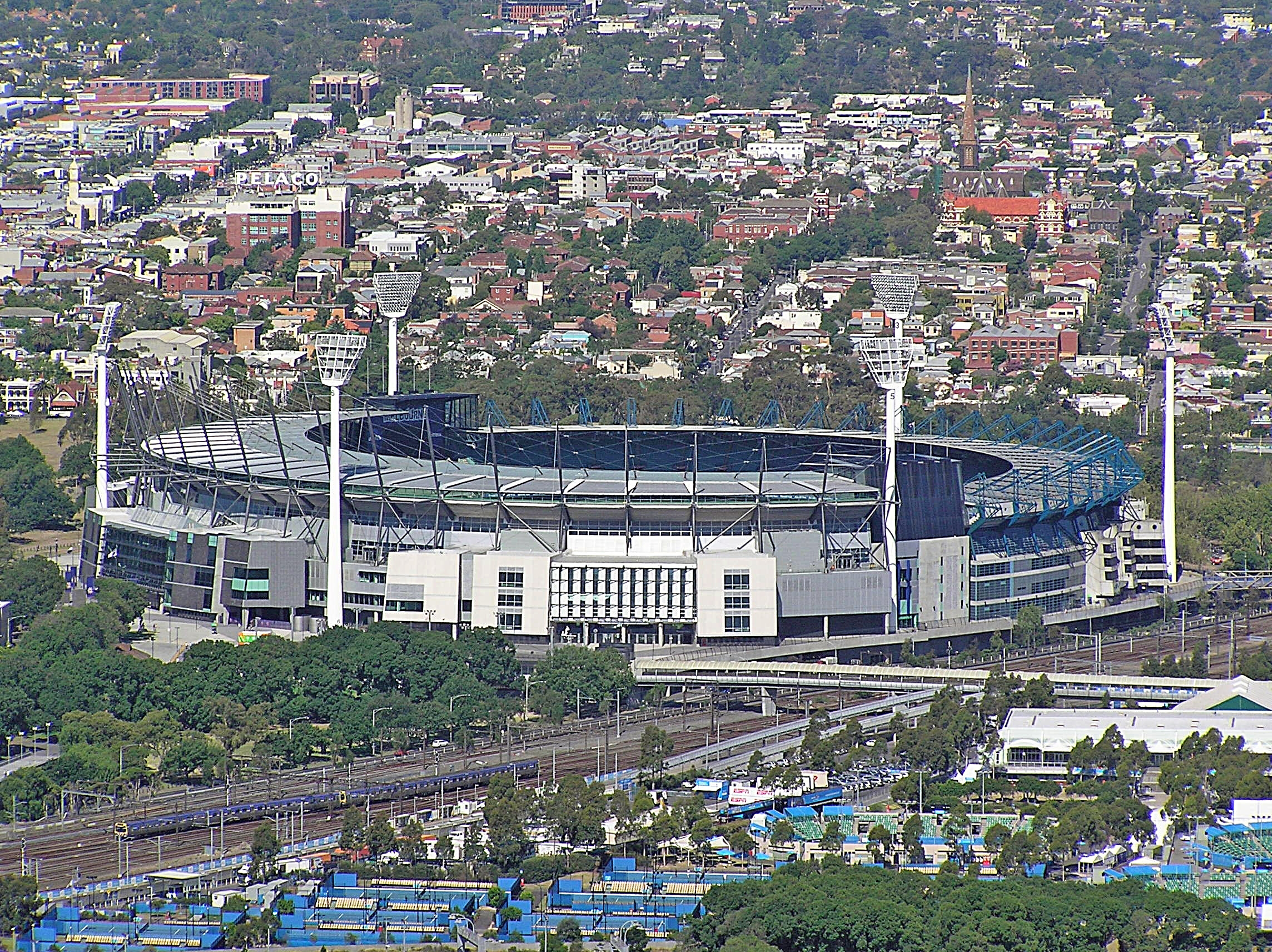
Melbourne Cricket Ground, Olympiastadion (hier im Jahr 2008)

Das Kugelstoßen der Frauen bei den Olympischen Spielen 1956 in Melbourne wurde am 30. November 1956 im Melbourne Cricket Ground ausgetragen. Achtzehn Athletinnen nahmen teil.
Olympiasiegerin wurde Tamara Tyschkewitsch aus der Sowjetunion. Sie gewann vor ihrer Landsfrau Galina Sybina und der Deutschen Marianne Werner.
Zwei weitere Deutsche nahmen an dem Wettkampf teil. Johanna Lüttge und Anne-Chatrine Lafrenz erreichten das Finale, in dem sie die Ränge elf und zwölf belegten. Die Österreicherin Regina Branner kam im Finale auf Platz sieben. Schweizer Athletinnen nahmen nicht teil.

## Rekorde

### Bestehende Rekorde
| Weltrekord         | 16,76 m | Galina Sybina ( Sowjetunion) | Taschkent, Sowjetunion (heute Usbekistan) | 13. Oktober 1956 |
| Olympischer Rekord | 15,28 m | Galina Sybina ( Sowjetunion) | Finale OS Helsinki, Finnland              | 26. Juli 1952    |

### Rekordverbesserungen
Der bestehende olympische Rekord wurde dreimal verbessert:
- 16,35 m – Galina Sybina (Sowjetunion), Finale, erster Durchgang
- 16,48 m – Galina Sybina (Sowjetunion), Finale, fünfter Durchgang
- 16,59 m – Tamara Tyschkewitsch (Sowjetunion), Finale, sechster Durchgang

## Durchführung des Wettbewerbs
Achtzehn Teilnehmerinnen traten am 30. November zu einer Qualifikationsrunde an. Die geforderte Qualifikationsweite von 13,00 m wurde von fünfzehn Wettbewerberinnen – hellblau unterlegt – übertroffen, nur drei Sportlerinnen schieden aus. Alle qualifizierten Athletinnen nahmen am Finale teil, das am Nachmittag desselben Tages stattfand. Die in der Qualifikationsrunde erzielten Resultate wurden für den weiteren Wettkampfverlauf nicht mitgewertet. Im Finale standen jeder Athletin zunächst drei Versuche zu. Die besten sechs Finalistinnen konnten dann weitere drei Versuche machen.

## Zeitplan
30. November, 10:00 Uhr: Qualifikation

30. November, 15:00 Uhr: Finale
Anmerkung: Alle Zeiten sind als Ortszeit von Melbourne angegeben. (UTC + 10)

## Legende
Kurze Übersicht zur Bedeutung der Symbolik – so üblicherweise auch in sonstigen Veröffentlichungen verwendet:
| – | verzichtet |
| x | ungültig   |

## Qualifikation
Datum: 30. November 1956, 10:00 Uhr
| Platz | Name                  | Nation           | 1. Versuch | 2. Versuch | 3. Versuch | Weite   |
| ----- | --------------------- | ---------------- | ---------- | ---------- | ---------- | ------- |
| 1     | Tamara Tyschkewitsch  | Sowjetunion      | 14,43 m    | –          | –          | 14,43 m |
| 2     | Marianne Werner       | Deutschland      | 14,21 m    | –          | –          | 14,21 m |
| 3     | Galina Sybina         | Sowjetunion      | 14,08 m    | –          | –          | 14,08 m |
| 4     | Johanna Lüttge        | Deutschland      | 14,00 m    | –          | –          | 14,00 m |
| 5     | Milena Usenik         | Jugoslawien      | 13,96 m    | –          | –          | 13,96 m |
| 6     | Nada Kotlušek         | Jugoslawien      | 13,92 m    | –          | –          | 13,92 m |
| 7     | Regina Branner        | Österreich       | 13,87 m    | –          | –          | 13,87 m |
| 8     | Lois Testa            | USA              | 12,26 m    | 13,51 m    | –          | 13,51 m |
| 9     | Sinaida Doinikowa     | Sowjetunion      | 13,48 m    | –          | –          | 13,48 m |
| 10    | Val Lawrence          | Australien       | 13,43 m    | –          | –          | 13,43 m |
| 11    | Suzanne Allday        | Großbritannien   | 12,81 m    | 13,42 m    | –          | 13,42 m |
| 12    | Earlene Brown         | USA              | 13,39 m    | –          | –          | 13,39 m |
| 13    | Jacqueline MacDonald  | Kanada           | 13,11 m    | –          | –          | 13,11 m |
| 14    | Valerie Sloper        | Neuseeland       | 13,03 m    | –          | –          | 13,03 m |
| 15    | Anne-Chatrine Lafrenz | Deutschland      | 13,00 m    | –          | –          | 13,00 m |
| 16    | Paula Deubel          | USA              | x          | 12,20 m    | 12,38 m    | 12,38 m |
| 17    | Margaret Woodlock     | Australien       | 11,52 m    | 10,94 m    | 11,70 m    | 11,70 m |
| 18    | Mary Breen            | Australien       | 11,28 m    | 9,56 m     | 10,98 m    | 11,28 m |
| DNS   | Jiřina Vobořilová     | Tschechoslowakei |            |            |            |         |

## Finale
Datum: 30. November 1956, 15:00 Uhr
| Platz | Name                  | Nation         | 1. Versuch | 2. Versuch | 3. Versuch | 4. Versuch                                   | 5. Versuch                                   | 6. Versuch                                   | Endresultat | Anmerkung |
| ----- | --------------------- | -------------- | ---------- | ---------- | ---------- | -------------------------------------------- | -------------------------------------------- | -------------------------------------------- | ----------- | --------- |
| 1     | Tamara Tyschkewitsch  | Sowjetunion    | 16,13 m    | 14,80 m    | 16,32 m    | 15,92 m                                      | 15,45 m                                      | 16,59 m OR                                   | 16,59 m     | OR        |
| 2     | Galina Sybina         | Sowjetunion    | 16,35 m OR | 16,32 m    | 15,82 m    | 16,28 m                                      | 16,48 m OR                                   | 16,53 m                                      | 16,53 m     |           |
| 3     | Marianne Werner       | Deutschland    | 15,61 m    | 15,56 m    | 15,46 m    | x                                            | 15,01 m                                      | 15,53 m                                      | 15,61 m     |           |
| 4     | Sinaida Doinikowa     | Sowjetunion    | 000x       | 15,54 m    | 15,32 m    | 15,23 m                                      | 15,27 m                                      | 15,52 m                                      | 15,54 m     |           |
| 5     | Valerie Sloper        | Neuseeland     | 15,16 m    | 14,57 m    | 15,34 m    | 13,68 m                                      | 14,42 m                                      | 14,95 m                                      | 15,34 m     |           |
| 6     | Earlene Brown         | USA            | 14,41 m    | 14,75 m    | 14,56 m    | 14,50 m                                      | 14,89 m                                      | 15,12 m                                      | 15,12 m     |           |
|       |                       |                |            |            |            |                                              |                                              |                                              |             |           |
| 7     | Regina Branner        | Österreich     | 14,04 m    | 14,60 m    | x          | nicht im Finale der besten sechs Athletinnen | nicht im Finale der besten sechs Athletinnen | nicht im Finale der besten sechs Athletinnen | 14,60 m     |           |
| 8     | Nada Kotlušek         | Jugoslawien    | 14,52 m    | 14,56 m    | 14,27 m    | nicht im Finale der besten sechs Athletinnen | nicht im Finale der besten sechs Athletinnen | nicht im Finale der besten sechs Athletinnen | 14,56 m     |           |
| 9     | Milena Usenik         | Jugoslawien    | 12,97 m    | 14,35 m    | 14,49 m    | nicht im Finale der besten sechs Athletinnen | nicht im Finale der besten sechs Athletinnen | nicht im Finale der besten sechs Athletinnen | 14,49 m     |           |
| 10    | Jacqueline MacDonald  | Kanada         | 14,31 m    | x          | 12,72 m    | nicht im Finale der besten sechs Athletinnen | nicht im Finale der besten sechs Athletinnen | nicht im Finale der besten sechs Athletinnen | 14,31 m     |           |
| 11    | Johanna Lüttge        | Deutschland    | 13,57 m    | 13,47 m    | 13,88 m    | nicht im Finale der besten sechs Athletinnen | nicht im Finale der besten sechs Athletinnen | nicht im Finale der besten sechs Athletinnen | 13,88 m     |           |
| 12    | Anne-Chatrine Lafrenz | Deutschland    | 13,72 m    | x          | 13,44 m    | nicht im Finale der besten sechs Athletinnen | nicht im Finale der besten sechs Athletinnen | nicht im Finale der besten sechs Athletinnen | 13,72 m     |           |
| 13    | Val Lawrence          | Australien     | 10,86 m    | 12,39 m    | 13,12 m    | nicht im Finale der besten sechs Athletinnen | nicht im Finale der besten sechs Athletinnen | nicht im Finale der besten sechs Athletinnen | 13,12 m     |           |
| 14    | Lois Testa            | USA            | 12,34 m    | 13,06 m    | 12,64 m    | nicht im Finale der besten sechs Athletinnen | nicht im Finale der besten sechs Athletinnen | nicht im Finale der besten sechs Athletinnen | 13,06 m     |           |
| 15    | Suzanne Allday        | Großbritannien | 12,37 m    | 12,71 m    | x          | nicht im Finale der besten sechs Athletinnen | nicht im Finale der besten sechs Athletinnen | nicht im Finale der besten sechs Athletinnen | 12,71 m     |           |

Fünfzehn der achtzehn18 Starterinnen schafften die Qualifikationsweite und zogen ins Finale ein.
Hier kam es zum Zweikampf zwischen der Olympiasiegerin von 1952 Galina Sybina, die in der Zeit zwischen den Olympischen Spielen 1952 und 1956 den Weltrekord zwölf Mal verbessert hatte, und Tamara Tyschkewitsch, Europameisterschafts-Dritte von 1954.
In der ersten Finalrunde übernahm Sybina sofort die Führung und verbesserte sich mit ihren beiden letzten Stößen weiter. Doch im sechsten Durchgang übertraf Tamara Tyschkewitsch Sybinas Bestweite um sechs Zentimeter und schnappte ihrer Landsfrau die Goldmedaille noch weg. Dritte wurde die Deutsche Marianne Werner, die vier Jahre zuvor die Silbermedaille gewonnen hatte.
Die inzwischen schwergewichtige Tamara Tyschkewitsch hatte ihre leichtathletische Karriere als Sprinterin begonnen. Doch nachdem sie in ihren Reifejahren immer mehr Gewicht zugelegt hatte, wechselte sie im Jahre 1949 zum Kugelstoßen.

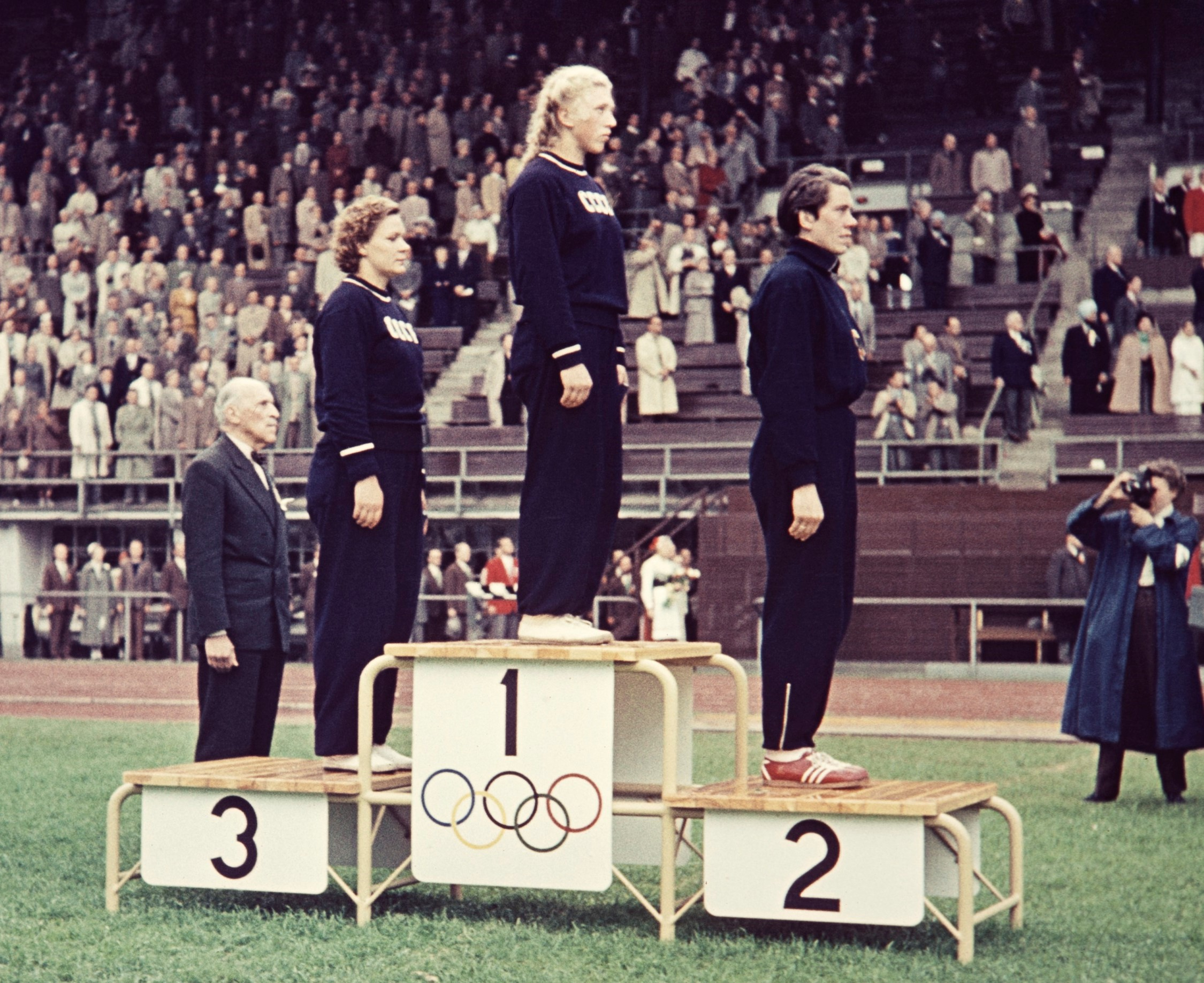
Die Olympiazweite Galina Sybina (oben) und die Olympiadritte Marianne Werner (rechts) bei der Siegerehrung der Spiele 1952, als die beiden um jeweils einen Rang besser abgeschnitten hatten
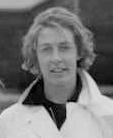
Valerie Sloper, spätere Valerie Young, belegte Rang fünf
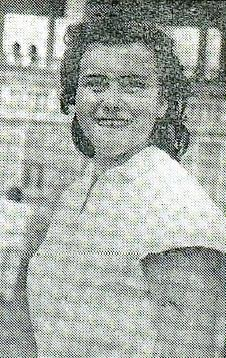
Die achtplatzierte Nada Kotlušek
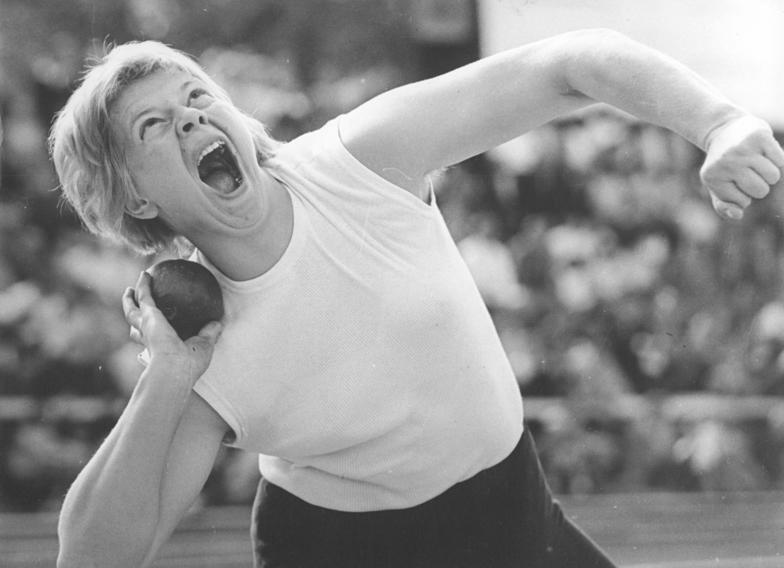
Johanna Lüttge kam auf den elften Platz

## Video
- Melbourne 1956 Official Olympic Film - Part 4 | Olympic History, Bereich: 1:15 min bis 1:48 min, youtube.com, abgerufen am 20. August 2021